# Pluteaceae
Famille

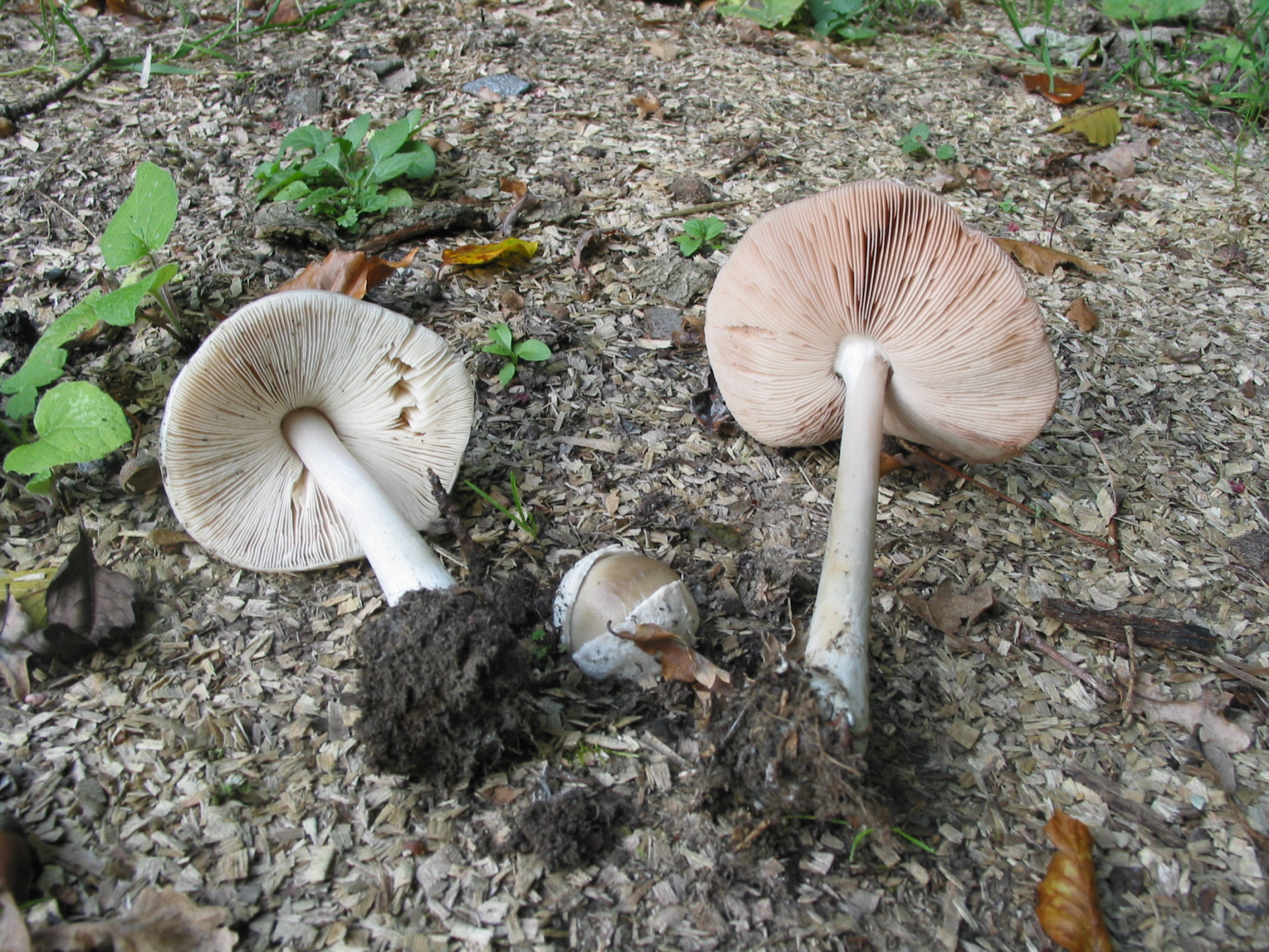
Volvopluteus gloiocephalus

Les Pluteaceae sont une famille de champignons Basidiomycètes de l'ordre des Agaricales. Cette famille comporte entre 4 et 5 genres dont son genre type Pluteus. Ce sont essentiellement des champignons saprophytes colonisant par petits groupes des milieux variés. De taille petite à moyenne, ses espèces sont caractérisées par des lames libres et une sporée rose ; contrairement aux Entolomataceae, qui ont des spores coudées et jamais de lames libres et aux Amanitaceae qui ont une sporée blanche.

## Genres inclus

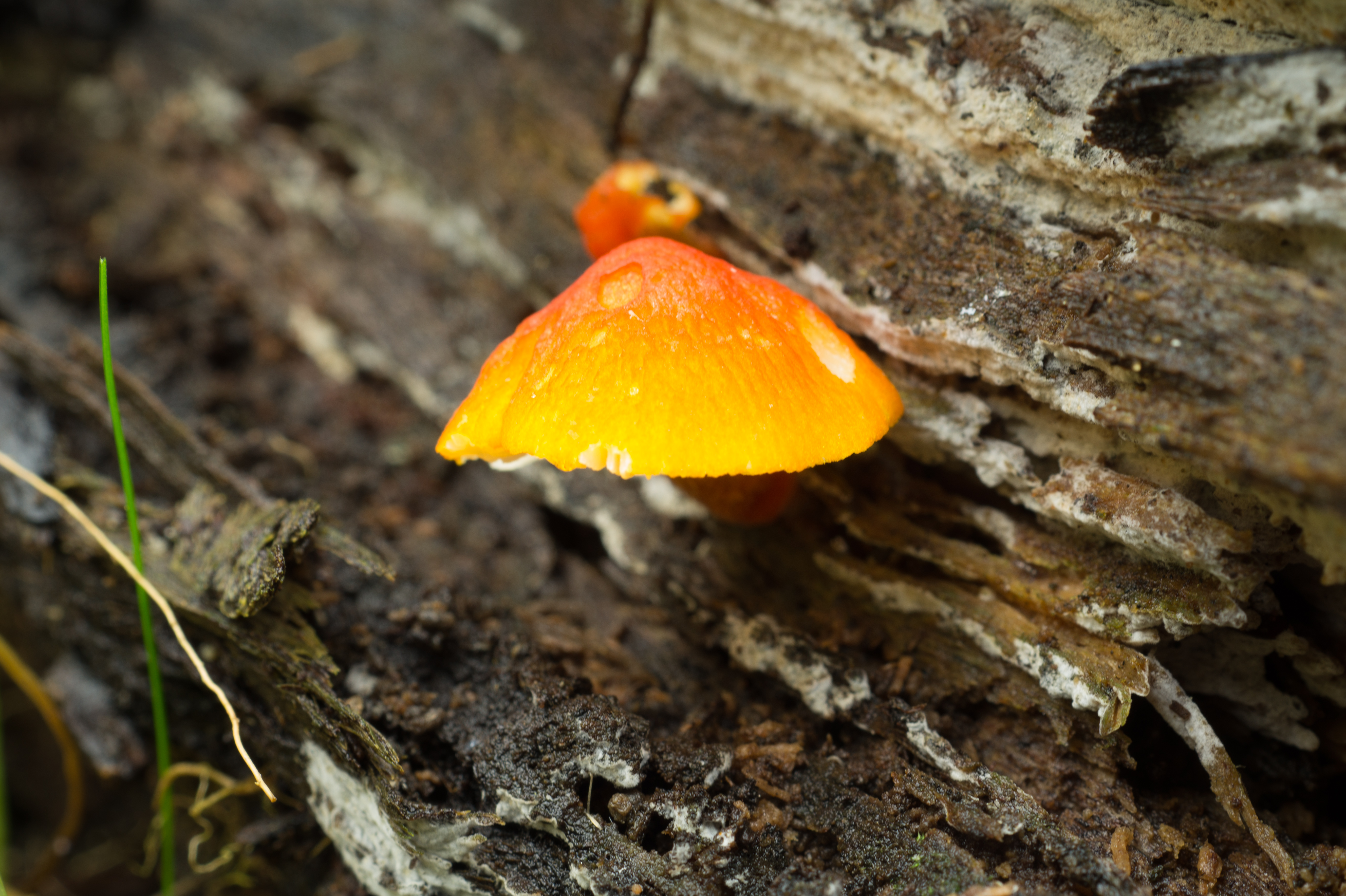
Pluteus aurantiorugosus

- Chamaeota : au moins une dizaine d'espèces assez rares[2]
- Pluteus : plus de 300 espèces[3]
- Volvariella : une centaine d'espèces[4]
- Volvopluteus : 4 espèces issues d'une scission récente de Volvariella[5],[1]
- Melanoleuca : ce genre de définition complexe est traditionnellement inclut au sein des Tricholomataceae[6]. Cependant, les études phylogénétiques des années 2000 montrent un rapprochement avec Amanita et Pluteus[7] et de nombreux mycologues le placent aujourd'hui au sein des Pluteaceae[1],[8]

## Situation phylogénétique desPluteaeceae
- - Clade des Athéloïdes
  - Boletales, Clade des Bolets
  - Agaricales, Clade des Euagarics
    - Clade I Plicaturopsidoïde
      -  Clade II Pluteoïde
        - Limnoperdonaceae
          - Limnoperdon incarnatum

        - Pluteaceae
          - 
            - Melanoleuca
              - Volvariella
                - Pluteus
                  - Pluteus atromarginatus
                    - Pluteus romelii
                      - Pluteus petasatus

          - Amanitaceae
          - Tricholomopsis
          - Pleurotaceae

      - Clade III Hygrophoroïde
      - Clade IV Marasmioïde
      - Clade V Tricholomatoïde
        - Clade VI Agaricoïde